# إلفيس بيكوك
إلفيس بيكوك (بالإنجليزية: Elvis Peacock) هو لاعب كرة قدم أمريكية أمريكي، ولد في 7 نوفمبر 1956 في ميامي في الولايات المتحدة.

## وصلات خارجية
- إلفيس بيكوك على موقع مرجع كرة القدم المحترفة.كوم (الإنجليزية)